# Олексій Салько

Олексій Маркович Салько (17 вересня 1838–1918) — український архітектор, який зробив великий внесок в архітектуру Саратова.

## Біографія
Народився 5 вересня 1838 у Полтаві в родині старшого лікарського помічника. Навчався в Полтавській гімназії, потім в Санкт-Петербурзькому будівельному училищі Головного управління шляхів сполучення і публічних будівель, яке закінчив у 1862.
Після отримання диплома молодий спеціаліст був призначений архітекторським помічником в Саратовську будівельну та дорожню комісію. У 1863 році його ім'я вперше згадується на сторінках саратовских газет в зв'язку зі зведенням на Театральній площі нового кам'яного будинку міського театру, проект якого був підготовлений архітектором К. В. Тиденом.
У 1866 захистив дисертацію про будову водопроводу і отримав звання інженера-архітектора.
У 1870 став міським архітектором і пропрацював на цій посаді аж до виходу на пенсію в 1914. Володіючи крім таланту ще й колосальну працездатність, Салько за час своєї більш ніж півстолітньої діяльності змінив архітектурне обличчя Саратова.
У 1892 році був учасником I з'їзду російських архітекторів, що проходив в Санкт-Петербурзі.
У 1915 Олексій Маркович тяжко захворів і через три роки помер. Був похований в Саратові, однак місце розташування могили досі невідомо.
Олексій Маркович Салько є автором кількох технічних творів, таких як «Керівництво до пристрою церков», «Пристрій лікарень павільйонної і барачної системи».
Декоративні рішення фасадів у стилі еклектики з великою кількістю дрібних елементів з фігурного цегли отримали прізвисько «салькоко», похідне від прізвища архітектора і назви стилю «рококо».
За проектами А. М. Салько в Саратові були зведені, в тому числі, такі будівлі:
| Год       | Фото                                        | Здание                                             | Примечания |
| --------- | ------------------------------------------- | -------------------------------------------------- | --- |
| 1865      |                                             | Міський театр                                      | Будівля була реконструйована до повного невпізнання, зараз в ньому розташовується Театр опери та балету                |
| 1879      |                                             | Окружний суд                                       | Нині в будівлі розташовується Ліцей № 4 м Саратова                                                                     |
| 1885      |                                             | Покровська церква                                  | За радянських часів — гуртожиток Економічного інституту, майстерні спілки художників. У 1992 будівлю повернуто церкві. |
| 1889      |                                             | Князь-Володимирський собор                         | На Полтавській площі, в 1930 був знесений.                                                                             |
| 1890      |                                             | Перше міське Олександро-Маріїнське реальне училище | Нині в будівлі розташовується Гімназія № 1 (колишня школа № 19)                                                        |
| 1909—1914 | Управління Рязано-Уральской железной дороги | Управление Рязано-Уральської залізниці             | Зараз в будівлі розташовується управління Приволзької залізниці                                                        |